# Mélanie Laurent
Mélanie Laurent (; n. 21 februarie 1983, Paris, Île-de-France, Franța) este actriță, fotomodel, regizoare, scenaristă și cântăreață franceză. A câștigat Premiul César pentru cea mai promițătoare actriță pentru rolul ei din Je vais bien, ne t'en fais pas în 2006. A devenit cunoscută internațional pentru rolul Shoshanna Dreyfus în filmul din 2009 al lui Quentin Tarantino, Inglourious Basterds, și pentru care a câștigat premiul pentru cea mai bună actriță acordat de Online Film Critics Society și Austin Film Critics Association.
În 2013 Laurent s-a căsătorit. Primul ei copil, un fiu pe nume Léo s-a născut în septembrie 2013.

## Filmografie

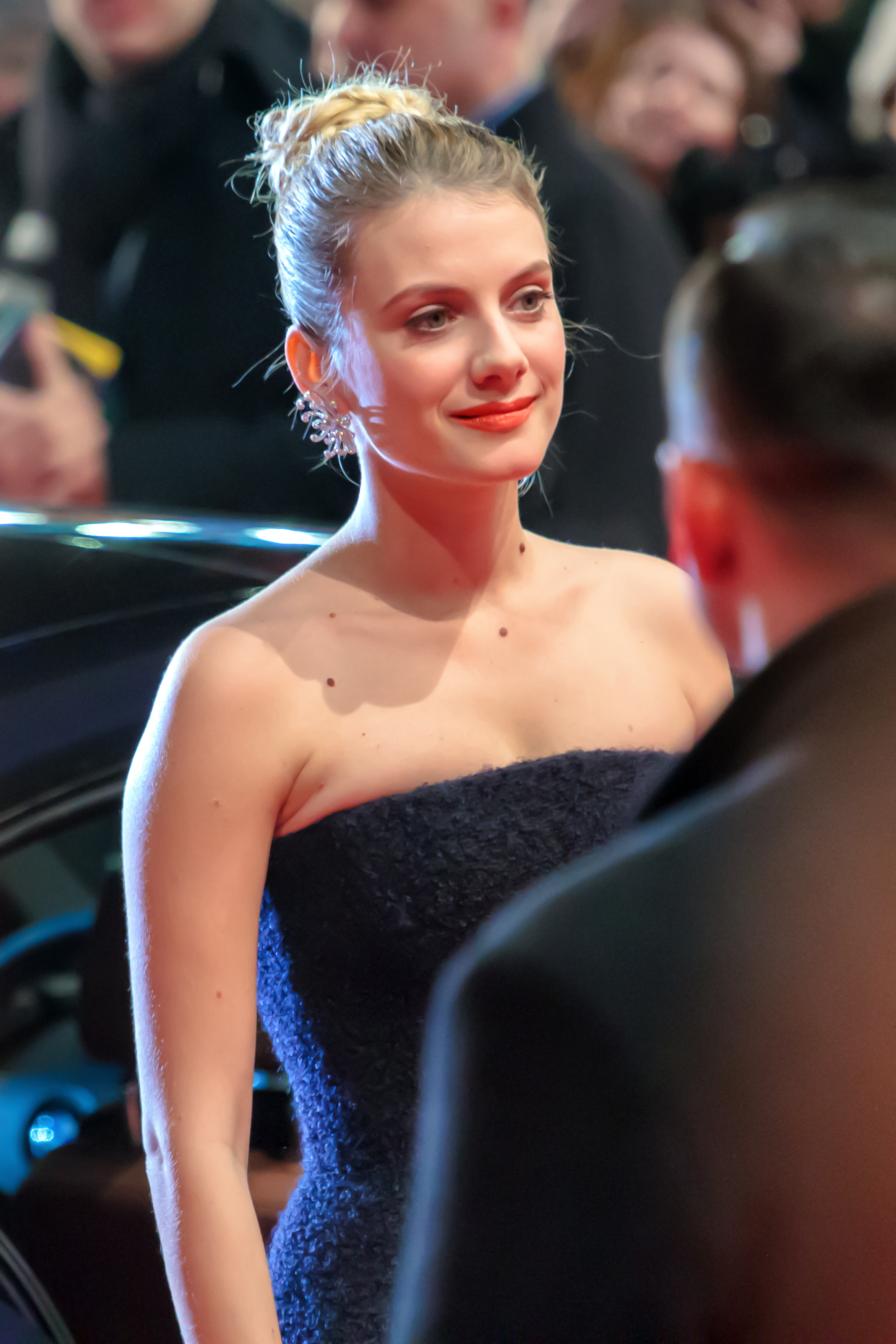
Laurent la Berlinala 2013

### As actress
| An   | Film                               | Rol                           | Regizor                            | Note |
| ---- | ---------------------------------- | ----------------------------- | ---------------------------------- | --- |
| 1998 | Les malheurs de Sophie             | Young Madeleine de Fleurville |                                    | Serial (1 episod: "Retour en France") |
| 1999 | Un pont entre deux rives           | Lisbeth                       | Frédéric Auburtin Gérard Depardieu | |
| 2000 | Route de nuit                      | Francesca                     | Laurent Dussaux                    | Film TV |
| 2001 | Ceci est mon corps                 | Clara                         | Rodolphe Marconi                   | |
| 2002 | Summer Things                      | Carole                        | Michel Blanc                       | |
| 2003 | La Faucheuse                       | Isabelle                      | Vincenzo Marano Patrick Timsit     | Scurt |
| 2003 | Jean Moulin, une affaire française | Young Alice Arguel            | Pierre Aknine                      | Film TV |
| 2003 | Snowboarder                        | Célia                         | Olias Barco                        | |
| 2004 | Une vie à t'attendre               | The girl at the factory       | Thierry Klifa                      | |
| 2004 | Rice Rhapsody                      | Sabine                        | Kenneth Bi                         | |
| 2004 | Le Dernier Jour                    | Louise                        | Rodolphe Marconi                   | |
| 2005 | The Beat That My Heart Skipped     | Minskov's Girlfriend          | Jacques Audiard                    | |
| 2005 | Les Visages d'Alice                | Alice                         | David Ungaro                       | Scurt |
| 2006 | Days of Glory                      | Marguerite                    | Rachid Bouchareb                   | |
| 2006 | Dikkenek                           | Natacha                       | Olivier Van Hoofstadt              | Étoiles d'Or for Best Female Newcomer |
| 2006 | Don't Worry, I'm Fine              | Élise "Lili" Tellier          | Philippe Lioret                    | César Award for Most Promising Actress Lumière Award for Most Promising Young Actress Étoiles d'Or for Best Female Newcomer Nominalizare – NRJ Ciné Award for Best Young Talent in a Debut Film |
| 2007 | Hidden Love                        | Sophie                        | Alessandro Capone                  | |
| 2007 | Le tueur                           | Stella                        | Cédric Anger                       | |
| 2007 | Beluga                             |                               | Jean-Marc Fabre                    | |
| 2007 | La Chambre des morts               | Lucie Hennebelle              | Alfred Lot                         | Nominalizare – Lumière Award for Best Actress |
| 2008 | Paris                              | Laetitia                      | Cédric Klapisch                    | |
| 2008 | Voyage d'affaires                  | Hotel receptionist            | Sean Ellis                         | Scurt |
| 2009 | Jusqu'à toi                        | Chloé                         | Jennifer Devoldère                 | |
| 2009 | Inglourious Basterds               | Shosanna Dreyfus              | Quentin Tarantino                  | Austin Film Critics Association Award for Best Actress Broadcast Film Critics Association Award for Best Cast Central Ohio Film Critics Association for Best Ensemble Online Film Critics Society Award for Best Actress Screen Actors Guild Award for Outstanding Performance by a Cast in a Motion Picture Phoenix Film Critics Society Award for Best Cast San Diego Film Critics Society Award for Best Performance by an Ensemble Nominalizare – Detroit Film Critics Society Award for Best Supporting Actress Nominalizare – Detroit Film Critics Society Award for Best Ensemble Nominalizare – Empire Award for Best Actress Nominalizare – San Diego Film Critics Society Award for Best Supporting Actress Nominalizare – Saturn Award for Best Actress Nominalizare – St. Louis Gateway Film Critics Association Award for Best Supporting Actress Nominalizare – Central Ohio Film Critics Association for Best Supporting Actress (2nd place) |
| 2009 | Le Concert                         | Anne-Marie Jacquet            | Radu Mihăileanu                    | |
| 2010 | The Round Up                       | Annette Monod                 | Rose Bosch                         | |
| 2011 | Beginners                          | Anna                          | Mike Mills                         | Gotham Awards for Best Ensemble Cast Nominalizare – San Diego Film Critics Society Award for Best Supporting Actress |
| 2011 | Pollen                             | Narator                       | Louis Schwartzberg                 | |
| 2011 | Requiem pour une tueuse            | Lucrèce                       | Jérôme Le Gris                     | |
| 2011 | Et soudain tout le monde me manque | Justine Dhrey                 | Jennifer Devoldère                 | Newport Beach Film Festival for Best Actress |
| 2011 | Les adoptés                        | Lisa                          | Mélanie Laurent                    | |
| 2013 | Night Train to Lisbon              | Young Estefania               | Bille August                       | |
| 2013 | Now You See Me                     | Alma Dray                     | Louis Leterrier                    | |
| 2014 | Aloft                              | Jannia Ressmore               | Claudia Llosa                      | |
| 2014 | Enemy                              | Mary                          | Denis Villeneuve                   | |
| 2015 | Boomerang                          |                               | François Favrat                    | Post-Producție |
| 2015 | By the Sea                         |                               | Angelina Jolie                     | Filmare |
| 2015 | Eternity                           |                               | Tran Anh Hung                      | Pre-producție |

### Regizor și scenarist
| An   | Film              | Note                                      |
| ---- | ----------------- | ----------------------------------------- |
| 2008 | De moins en moins | Film scurt                                |
| 2008 | X Femmes          | Scurt film erotic (sezonul 1, episodul 6) |
| 2011 | Les Adoptés       | Star & Co-Writer                          |
| 2012 | Surpêche          | Documentar scurt                          |
| 2014 | Respire           |                                           |

## Teatru
- Promenade de santé de Nicolas Bedos (2010)[11]

## Discografie
- En T’Attendant — album de debut, lansat pe 2 mai 2011.[12]